# Протеривања дипломата током Руско-украјинског рата
У контексту руско-украјинског рата, многе руске дипломате и службеници амбасада су проглашене за persona non grata од стране земаља широм света током 2022. године. Многе стране диплома су такође биле приморане да напусте Русију наокн што им је поништена акредитација.
Persona non grata на латинском значи непожељна особа. У контексту дипломатије или међународних односа, декларацији persona non grata страном држављанину, обично дипломати који иначе има привилегију имунитета, забрањен је улазак у земљу која проглашава особу непожељном.
Русија је 2018. године имала дипломатску мрежу у 145 земаља са 242 дипломатска представништва (амбасаде, конзулати и трговинска представништва).

## Инвазија Украјине 2022.
Руска инвазија на Украјину 2022. године резултирала је реакцијом без преседана у дипломатским круговима против руских дипломата; преко 200 дипломата је протерано до 5. априла 2022. године, само неколико дана након обелодањивања убиства цивила у масакру у Бучи. Декларисана намера била је да се ограничи способност Русије да дестабилизује земље ЕУ и НАТО.
Одлуке су донете након драматичног пораста руских злоћудних активности, укључујући тровање Сергеја и Јулије Скрипаља Новичок 2018. и низ земаља, предвођене Уједињеним Краљевством, које је протерало 16 дипломата, и Сједињеним Државама које су протерале 60 дипломата. тврдило се да су обавештајци. Шеснаест земаља ЕУ протерало је 33 руска дипломата 26. марта 2018. Више од 150 руских дипломата је протерано 2018.
Велика Британија није учествовала у протеривању 2022. јер је већ смањила величину руске амбасаде 2018. и смањила број запослених у својој амбасади у Москви. Канада и Аустралија су имале сличан приступ.
Русија је првобитно одговорила да су ове акције биле кратковиде и да би додатно закомпликовале комуникацију и неминовно довеле до реципрочних мера. Сергеј Лавров, министар спољних послова Русије, жалио се у октобру 2022. „Нема ни сврхе ни жеље да се задржи пређашње присуство у западним државама. Наши људи тамо раде у условима који се тешко могу назвати људским“, „Најважније, нема посла јер је Европа одлучила да се искључи и прекине сву економску сарадњу. Не можете исфорсирати љубав.“
За годину дана било је протерано око 600 дипломата из Русије.

## После јуна 2022.
Додатне руске дипломате проглашене су персонама нон гратае касније 2022. године, укључујући 70 од Бугарске, због шпијунаже, и од Аустралије, где је откривен шпијунски ланац, чиме је укупан број до јануара 2023. достигао скоро 600.
Рад руских амбасада је отежан. Проблеми који су се појавили укључују приступ банковном рачуну у САД, летове, визе и смањење претходно договореног броја особља.
У септембру 2022. Црна Гора је протерала шест руских дипломата откривених у истрази о шпијунирању, Русија је одговорила затварањем свог конзулата у Подгорици и оставила је само почасног конзула у Будви.
Децембра 2022. дипломатски односи између Литваније и Русије су спуштени на ниво вршиоца дужности отправника послова након што је руски амбасадор протеран, а литвански амбасадор опозван.
У јануару 2023. Русија је протерала естонског амбасадора, што је довело до тога да је Естонија протерала руског амбасадора у њиховој земљи, а Летонија, у знак солидарности, учинила је исто и руском амбасадору у Летонији, што је изазвало сличан одговор Москве у вези са летонским амбасадором.
Холандија је затворила свој конзулат у Санкт Петербургу у фебруару 2023. и заједно са низом земаља ограничила је број особља руске амбасаде на исти као и амбасада своје земље у Москви.
До марта 2023. укупном броју акредитованих дипломата у Србији је придружено 8 руских дипломата, од којих је један број протеран из других земаља ЕУ.
Швајцарска сматра да је 1 од 3 од 221 руске дипломате у Швајцарској шпијун, али није протерала ниједног руског дипломату 2022. иако је један поднео оставку због неслагања са Москвом.
У априлу 2023. Норвешка је смањила број руских дипломата протеривањем 15, након чега је уследила Немачка са масовним протеривањем, наводно 30, и смањењем броја овлашћених дипломата у земљи и затварањем четири од пет руских конзулата у Немачкој.
У јуну 2023. Исланд је суспендовао своју амбасаду у Москви и затражио од Русије да смањи њихову амбасаду у Рејкјавику док се односи не нормализују. Финска протерала 9 људи за које се верује да се ради о прикупљању обавештајних података. Румунија је такође поручила Русији да смањи број запослених у амбасади за 51, јер је почетком јула отпутовало 40 дипломата и техничког особља због упражњених места. Молдавија је потом избацила 45 руских дипломата, чиме је амбасада смањена на 25, исто као и молдавска амбасада у Москви.
Аустралија је усвојила законе о отказивању закупа у јуну 2023. како би блокирала Русију да гради нову амбасаду у кругу од 400 метара од зграде аустралијског парламента, наводећи забринутост због могућег шпијунирања.

## Ефекат протеривања
Обавештајне службе Кремља претрпеле су велики ударац због протеривања обавештајних агената који су радили у амбасадама. Шеф британске спољне обавештајне службе МИ6 сматрао је да је отприлике половина руских шпијуна у Европи, који раде под дипломатским покривањем, протерана до јула 2022. Кен Макалум, генерални директор британског МИ5, рекао је у новембру 2022. у годишњем говору у којем је изнео претње Уједињеном Краљевству да је ове године 400 од 600 руских званичника који су протерани из Европе, оцењено од стране његове агенције као шпијуни.
Финска сматра да има под контролом питања шпијунаже након протеривања руских дипломата и одбијања да изда визе. С друге стране, земље које нису протерале много Руса, укључујући Аустрију, у којој има 180 руских дипломата и Швајцарску са 220, остају веома активни центри шпијунирања.